# Field Spaniel
Der Field Spaniel ist eine von der FCI (Nr. 123, Gr. 8, Sek. 2) anerkannte britische Hunderasse.
Die Hunderasse Field Spaniel wurde ursprünglich aus dem Cocker Spaniel entwickelt; er wird bis 46 cm groß und bis 25 kg schwer. Sein Haar ist lang, glatt, glänzend und von seidiger Beschaffenheit, schwarz, leberbraun oder geschimmelt, jede dieser Farben gibt es auch mit Loh-Abzeichen. Die Ohren sind mäßig lang und breit, tief angesetzt und gut befedert. 

## Verwendung
Wie der Cocker Spaniel wird auch der Field Spaniel als Stöberhund und Begleithund eingesetzt.